# توماس سادوسکی
توماس کریستین سادوسکی (انگلیسی: Thomas Christian Sadoski؛ زادهٔ ۱ ژوئیهٔ ۱۹۷۶) بازیگر صحنه، فیلم و تلویزیون است. او بیشتر برای ایفای نقش دان کیفر در مجموعهٔ تلویزیونی اچ‌بی‌او، اتاق خبر شناخته شده‌است.
توماس سادوسکی در نمایش‌های برادوی هنرپیشهٔ موفقی است. او توانست در سال ۲۰۰۹ برای دریافتِ جایزه تونی «بهترین اجرای نقش اول مرد در نمایش» نامزد شود.

## زندگی شخصی
سادوسکی در سال ۲۰۰۷، با کیمبرلی هوپ ازدواج کرد. آن‌ها در اکتبر ۲۰۱۵ از یکدیگر جدا شدند. سادوسکی در اوایل سال ۲۰۱۶، با آماندا سایفرد آشنا شد. او در ۱۲ سپتامبر ۲۰۱۶، نامزدی خود را با سایفرد اعلام کرد. آن‌ها در ۱۲ مارس ۲۰۱۷ ازدواج کردند. در ۲۴ مارس ۲۰۱۷، دختر آن‌ها به دنیا آمد. آن‌ها در سپتامبر ۲۰۲۰ صاحب فرزند پسری شدند.

## تئاتر
| سال  | نمایش                         | نویسنده        | نقش                | مکان |
| ---- | ----------------------------- | -------------- | ------------------ | --- |
| ۱۹۹۸ | این جوانان ما                 | کنت لونرگان    | وارن               | تئاتر مک‌گین کازال، نیویورک تئاتر فیربنکس، نیویورک                                                                                            |
| ۲۰۰۰ | هات ال بالتیمور               | لنفورد ویسلون  | پل گرنجر سوم       | جشنواره تئاتر ویلیامز تاون، ویلیامز تاون |
| ۲۰۰۰ | جان کندن                      | تورنتون وایلدر | هنری آنتروبوس      | جشنواره تئاتر ویلیامز تاون، ویلیامز تاون |
| ۲۰۰۱ | صحنه خیابان                   | المر رایس      | ساموئل کاپلان      | جشنواره ویلیامز تاون، ویلیامز تاون |
| ۲۰۰۸ | بکی شاو                       | جینا گیونفریدو | اندرو              | تئاتر سکند استیج |
| ۲۰۰۹ | دلایل زیبا بودن (برادوی)      | نیل لابیت      | گرک                | تئاتر لایسییم، نیویورک |
| ۲۰۱۰ | طوفان / هر طور شما دوست دارید | ویلیام شکسپیر  | استفانو / تاچ‌استون | آکادمی موسیقی بروکلین، بروکلین تئاتر لیریک، هنگ کنگ تئاتر اسپلاناد، سنگاپور تئاتر مارگینی، پاریس اولد ویک، لندن تئاتر پالاسیو والدس، اسپانیا |
| ۲۰۱۱ | خانه برگ‌های آبی (برادوی)      | جان گوار       | بیلی               | تئاتر والتر کر، نیویورک |
| ۲۰۱۱ | دیگر شهرهای کویری (برادوی)    | جان روبین بیتز | تریپ               | تئاتر بوث، نیویورک |

## فیلم‌شناسی

### فیلم
| سال  | عنوان          | نقش       | کارگردان      | یادداشت |
| ---- | -------------- | --------- | ------------- | ------- |
| ۲۰۰۰ | بازنده         |           |               |         |
| ۲۰۰۲ | انقلاب زمستانی | کریس بندر | جاش استرنفلد  |         |
| ۲۰۱۴ | وحشی           | پل        | ژان-مارک ولی  |         |
| ۲۰۱۴ | جان ویک        | افسر جیمی | چاد استاهلسکی |         |
| ۲۰۱۷ | جان ویک: بخش ۲ | افسر جیمی | چاد استاهلسکی |         |
| ۲۰۱۷ | آخرین حرف      |           |               |         |
| ۲۰۲۰ | تقلید          |           |               |         |

### تلویزیون
| سال       | عنوان                           | نقش          | یادداشت                  |
| --------- | ------------------------------- | ------------ | ------------------------ |
| ۲۰۰۵      | نظم و قانون                     | رابرت بارنس  | قسمت: «قانون جنایی»      |
| ۲۰۰۷      | نظم و قانون: قصد جنایی          | پاتریک کاردل | قسمت: «لونلیویل»         |
| ۲۰۰۹      | بتی بی‌ریخته                     | پاتریک       | قسمت: «لباس برای موفقیت» |
| ۲۰۰۹      | نظم و قانون: واحد قربانیان ویژه | جو تاگارد    | قسمت: «لنگر»             |
| ۲۰۱۴–۲۰۱۲ | اتاق خبر                        | دان کیفر     | ۳ فصل، ۲۵ قسمت           |
| ۲۰۱۴–۲۰۱۳ | نظم و قانون: واحد قربانیان ویژه | نیت دیویس    | ۲ قسمت                   |
| ۲۰۱۵      | سیلی                            | گری          | ۱ فصل، ۸ قسمت            |

## جوایز و نامزدی‌ها
| سال  | جایزهٔ                              | دسته‌بندی                          | اثر               | نتیجه    |
| ---- | ---------------------------------- | --------------------------------- | ----------------- | -------- |
| ۲۰۰۸ | جایزه لوسیل لورتل                  | بهترین بازیگر مرد در یک نمایشنامه | بکی شاو           | نامزدشده |
| ۲۰۰۹ | تونی                               | بهترین بازیگر مرد در یک نمایشنامه | دلایل زیبا بودن   | نامزدشده |
| ۲۰۰۹ | دراما دسک                          | بهترین بازیگر مرد در یک نمایشنامه | دلایل زیبا بودن   | نامزدشده |
| ۲۰۰۹ | دراما لیگ                          | عملکرد ممتاز                      | دلایل زیبا بودن   | نامزدشده |
| ۲۰۰۹ | جایزه حلقه منتقدان خارج از نیویورک | بهترین بازیگر مرد در یک نمایشنامه | دلایل زیبا بودن   | نامزدشده |
| ۲۰۱۱ | جایزه لوسیل لورتل                  | بهترین بازیگر مرد در یک نمایشنامه | دیگر شهرهای کویری | پیروز    |
| ۲۰۱۱ | اوبی                               | عملکرد ممتاز بازیگر مرد           | دیگر شهرهای کویری | پیروز    |